# Dvotrbušasti mišić
Dvotrbušasti mišić (lat. musculus digastricus) je mišić vrata, s dva trbuha povezanih tetivom (intermedijarnom). Mišić inerviraju lat. nervus mylohyoideus (prednji trbuh) i lični živac (stražnji trbuh).

## Polazište i hvatište
Mišić polazi s donje čeljusti, prema dolje, natrag i medijalno i prelazi u tetivu koja je pričvršćena za jezičnu kost. Od tetive mišić polazi gore, natrag i lateralno i hvata se za sljepoočnu kost (mastoidni nastavak). 